# Gerichtsorganisation in Spanien
Der Aufbau des spanischen Justizwesens ist im Ley Orgánica del Poder Judicial (LOPJ) geregelt, das von seiner Funktion her in etwa dem deutschen Gerichtsverfassungsgesetz entspricht.

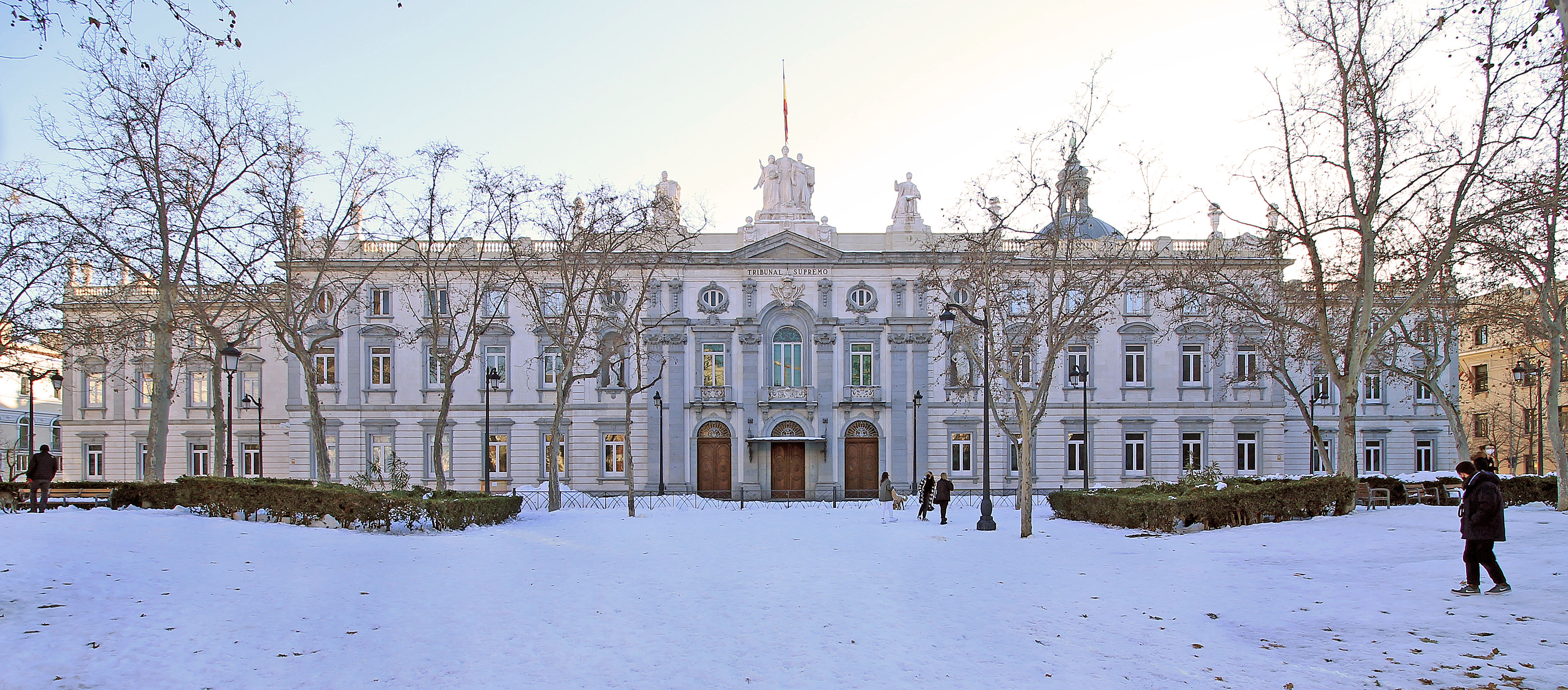
Tribunal Supremo („Oberster Gerichtshof“), Madrid.

## Einzelrichter und Kollegialgerichte
Terminologisch unterschieden werden die Gerichte in
- juzgados: Spruchkörper, die nur mit einem Einzelrichter (juez) besetzt sind und
- die Kollegialgerichte, deren Richter als magistrados bezeichnet werden. Dies sind:
  - auf nationaler Ebene das Tribunal Supremo („Oberster Gerichtshof“, gegliedert in fünf Senate (salas)) und die Audiencia Nacional (gegliedert in vier Senate, die teilweise wiederum in Kammern (secciones) unterteilt sind), beide mit Sitz in Madrid
  - auf Ebene der Autonomen Gemeinschaften die 17 Tribunales Superiores de Justicia (gegliedert jeweils in drei Senate)
  - auf Ebene der Provinzen die 50 Audiencias Provinciales (bis auf einige kleinere Provinzen gegliedert in Kammern aus drei bis fünf Richtern)

## Gerichtszweige und Verfahrensordnungen
Als Gerichtszweige bestehen die Zivil-, Straf-, Verwaltungs- und Sozialgerichtsbarkeit. Zur Sozialgerichtsbarkeit gehört anders als in Deutschland auch die Arbeitsgerichtsbarkeit. Auch existiert keine eigene Finanzgerichtsbarkeit, diese ist der Verwaltungsgerichtsbarkeit zugeordnet.
Wie im deutschen Recht existieren für die einzelnen Gerichtszweige jeweils eigene Verfahrensordnungen:
- Zivilgerichtsbarkeit: Ley de Enjuiciamiento Civil (entspricht damit der Zivilprozessordnung)
- Strafgerichtsbarkeit: Ley de Enjuiciamiento Penal (entspricht damit der Strafprozessordnung) und Ley Orgánica reguladora de la responsabilidad penal de los menores (entspricht damit dem Jugendgerichtsgesetz)
- Verwaltungsgerichtsbarkeit: Ley reguladora de la Jurisdicción Contencioso-Administrativa (entspricht damit der Verwaltungsgerichtsordnung und dem Finanzgerichtsgesetz)
- Sozialgerichtsbarkeit: Ley de Procedimiento Laboral (entspricht damit dem Arbeitsgerichtsgesetz und dem Sozialgerichtsgesetz); ein Reformvorhaben (Ley reguladora de la Jurisdicción Social) ist im Gesetzgebungsverfahren

Neben diesen vier Gerichtszweigen besteht noch die Militärstrafgerichtsbarkeit (zu welcher der 5. Senat des Tribunal Supremo gehört) und das Verfassungsgericht (Tribunal Constitucional, TC), das wie das deutsche Bundesverfassungsgericht keinem der Gerichtszweige zuzuordnen ist.

## Territoriale Gliederung
Territorial besteht folgende Gliederung:
- nationale Ebene: Tribunal Supremo, Audencia Nacional und mehrere Juzgados Centrales
- Ebene der Autonomen Gemeinschaften: Tribunales Superiores de Justicia
- Provinzebene: Audencias Provinciales und verschiedene Juzgados
- Gerichtsbezirke (Partidos Judiciales): Es bestehen ein oder mehrere Juzgados des Instrucción („Ermittlungsgerichte“ der Strafjustiz) und Juzgados de Primera Instancia (Gerichte erster Instanz, ordentliche Zivilgerichtsbarkeit), die ihren Sitz jeweils im Hauptort des Partido Judicial haben. In kleineren Gerichtsbezirken sind sie häufig zu Juzgados de Primera Instancia e Instrucción zusammengefasst.
- in Gemeinden, die nicht Hauptort eines Gerichtsbezirks sind, amtet ein Friedensrichter (Juez de Paz), bei denen es sich aber nicht um Berufsrichter handelt.

Anders als in Deutschland, wo alle Gerichte – bis auf die Bundesgerichte – Landesgerichte sind, also in der Trägerschaft der Länder stehen, stehen in Spanien sämtliche Gerichte in der Trägerschaft des (Zentral-)Staates und nicht in jener der Autonomen Gemeinschaften (Regionen, die allerdings auch keine Bundesstaaten sind). Allerdings sind die Regionen teilweise für die Justizverwaltung zuständig.

## Zusammenfassung
Zusammengefasst ergibt sich folgendes Schema:
|                         | Zivilgerichtsbarkeit jurisdicción civil | Strafgerichtsbarkeit jurisdicción penal | Verwaltungsgerichtsbarkeit jurisdicción de lo contencioso-administrativo | Sozialgerichtsbarkeit juridicción social |
| ----------------------- | --- | --- | ------------------------------------------------------------------------ | ---------------------------------------- |
| national                | TRIBUNAL SUPREMO | TRIBUNAL SUPREMO | TRIBUNAL SUPREMO                                                         | TRIBUNAL SUPREMO                         |
| national                | Sala I (10 Richter) | Sala II (15 Richter) | Sala III (33 Richter)                                                    | Sala IV (13 Richter)                     |
| national                | AUDIENCIA NACIONAL | |                                                                          |                                          |
| national                | Sala de Apelación(3 Richter) Sala de lo Penal (17 Richter in 4 secciones) | Sala de lo Contencioso-Administrativo (40 Richter in 8 secciones)                                                                                 | Sala de lo Social (3 Richter)                                            |                                          |
| national                | Juzgado Central de lo Penal („Zentrales Strafgericht“) Juzgados Centrales de Instrucción („Zentrale Ermittlungsgerichte“) Juzgado Central de Menores („Zentrales Jugendgericht“) Juzgado Central de Vigilancia Penitenciaria („Zentrales Strafvollstreckungsgericht“) | Juzgados Centrales de lo Contencioso-Administrativo („Zentrale Verwaltungsgerichte“)                                                              |                                                                          |                                          |
| Autonome Gemeinschaften | TRIBUNALES SUPERIORES DE JUSTICIA | TRIBUNALES SUPERIORES DE JUSTICIA | TRIBUNALES SUPERIORES DE JUSTICIA                                        | TRIBUNALES SUPERIORES DE JUSTICIA        |
| Autonome Gemeinschaften | Salas de lo Penal y Civil | Salas de lo Penal y Civil | Salas de lo Contencioso-Administrativo                                   | Salas de lo Social                       |
| Provinzen               | AUDIENCIAS PROVINCIALES (teilweise gegliedert in secciones) | AUDIENCIAS PROVINCIALES (teilweise gegliedert in secciones)                                                                                       |                                                                          |                                          |
| Provinzen               | Juzgados Mercantiles („Handelsgericht“; auch Konkursgericht) | Juzgados de lo Penal („Strafgerichte“) Juzgados de Menores („Jugendgerichte“) Juzgados de Vigilancia Penitenciaria („Strafvollstreckungsgericht“) | Juzgados de lo Contencioso-Administrativo („Verwaltungsgerichte“)        | Juzgados de lo Social („Sozialgerichte“) |
| Partidos Judiciales     | Juzgados de Primera Instancia | Juzgados de InstrucciónJuzgados de Violencia sobre la Mujer                                                                                       |                                                                          |                                          |
| Gemeinden               | Juzgados de Paz | Juzgados de Paz |                                                                          |                                          |

Die Zuordnung der Richterplanstellen zu den verschiedenen Gerichtszweigen und Gerichten gestaltet sich wie folgt (Stand: 1. Januar 2019):
|                                                     | Zivil- gerichtsbarkeit                                              | Straf- gerichtsbarkeit                                              | Verwaltungs- gerichtsbarkeit | Sozial- gerichtsbarkeit |
| --------------------------------------------------- | ------------------------------------------------------------------- | ------------------------------------------------------------------- | ---------------------------- | ----------------------- |
| Tribunal Supremo                                    | 10                                                                  | 15                                                                  | 33                           | 13                      |
| Audiencia Nacional                                  |                                                                     | 20                                                                  | 40                           | 3                       |
| Juzgado Central de lo Penal                         |                                                                     | 1                                                                   |                              |                         |
| Juzgado Central de Menores                          |                                                                     | 1                                                                   |                              |                         |
| Juzgados Centrales de Instrucción                   |                                                                     | 6                                                                   |                              |                         |
| Juzgado Central de Vigilancia Penitenciaria         |                                                                     | 0                                                                   |                              |                         |
| Juzgados Centrales de lo Contencioso-Administrativo |                                                                     |                                                                     | 12                           |                         |
| Tribunales Superiores de Justicia                   | 69                                                                  | 69                                                                  | 257                          | 175                     |
| Audiencias Provinciales                             | 938 davon 395 in reinen Zivilkammern und 447 in reinen Strafkammern | 938 davon 395 in reinen Zivilkammern und 447 in reinen Strafkammern |                              |                         |
| Juzgados Mercantiles                                | 70                                                                  |                                                                     |                              |                         |
| Juzgados de lo Penal                                |                                                                     | 389                                                                 |                              |                         |
| Juzgados de Menores                                 |                                                                     | 81                                                                  |                              |                         |
| Juzgados de Vigilancia Penitenciaria                |                                                                     | 51                                                                  |                              |                         |
| Juzgados de lo Contencioso-Administrativo           |                                                                     |                                                                     | 229                          |                         |
| Juzgados de lo Social                               |                                                                     |                                                                     |                              | 354                     |
| Juzgados de Primera Instancia e Instrucción         | 1069                                                                | 1069                                                                |                              |                         |
| Juzgados de Primera Instancia                       | 851                                                                 |                                                                     |                              |                         |
| Juzgados de Instrucción                             |                                                                     | 499                                                                 |                              |                         |
| Juzgados de Violencia sobre la Mujer                |                                                                     | 106                                                                 |                              |                         |

Weiter existieren folgende Planstellen für Richter, die keinem Spruchkörper angehören:
- beim Tribunal Supremo: sechs Richter des „Technischen Kabinetts für Information und Dokumentation“ (Gabinete Técnico de Información y Documentación)
- bei den Tribunales Superiores de Justicia: 217 Jueces de adscripción territorial, die auf dem Gebiet der jeweiligen Autonomen Gemeinschaft als „Vertretungsrichter“ beim Auftreten von Vakanzen fungieren
- in einigen größeren Gerichtsbezirken gibt es insgesamt 28 Richter, die ausschließlich mit Angelegenheiten des Personenstandsregisters (Registro Civil) betraut sind
- in den acht größten Gerichtsbezirken gibt es jeweils einen Dekanrichter (Juez Decano), der ausschließlich mit Leitungs- und Koordinierungsaufgaben betraut ist; in den übrigen Gerichtsbezirken werden die Funktionen des Dekanrichters von einem der Richter des Bezirks neben seiner übrigen Tätigkeit wahrgenommen

Auch der Präsident der Audiencia Nacional nimmt hauptsächlich Leitungs- und Koordinierungsaufgaben wahr, er ist aber auch „Ehrenpräsident“ (presidente nato) aller Senate des Gerichts.
Die acht Richter des 5. Senats des Tribunal Supremo (Militärgerichtsbarkeit) gehören ebenfalls der Richterlaufbahn an, während es sich bei den Richtern der untergeordneten Militärgerichte um Offiziere der Streitkräfte handelt.
Für das Zentrale Strafvollstreckungsgericht (Juzgado Central de Vigilancia Penitenciaria) wurde bislang keine eigene Planstelle geschaffen. Die Aufgaben dieses Gerichts werden durch den Juez Central de Menores wahrgenommen.

## Instanzenzug
Die Gerichtsorganisation erscheint etwa im Vergleich zum deutschen Recht kompliziert, allerdings gibt es auch im spanischen Recht im Instanzenzug höchstens drei Instanzen (erste Instanz, Berufungs-/Beschwerdeinstanz, Revisionsinstanz). Während auf das Rechtsmittel der Berufung (apelación) die angegriffene Entscheidung in rechtlicher und (wenn auch in einzelnen Verfahrensordnungen nur eingeschränkt) tatsächlicher Hinsicht überprüft wird (zweite Tatsacheninstanz), führt die Revision (casación) nur zu einer Überprüfung in rechtlicher Hinsicht oder auf das Vorliegen schwerwiegender Verfahrensfehler.

## Zuständigkeiten im Einzelnen
Die kommunalen Friedensgerichte (Juzgados de Paz) entscheiden in erster Instanz über kleinere zivilrechtliche Streitigkeiten (Streitwert bis 90 Euro) und über die strafrechtliche Ahndung im Gesetz bestimmter kleinerer Vergehen.
Die Juzgados de Primera Instancia (JPI) sind ansonsten für die ganz überwiegende Zahl zivilrechtlicher Streitigkeiten in erster Instanz zuständig, nämlich für alle, die gesetzlich nicht ausdrücklich einem anderen Gericht zugewiesen sind. Außerdem entscheiden sie in zweiter Instanz über Berufungen gegen die Entscheidungen der Juzgados de Paz.
Anders als etwa in Deutschland werden strafrechtliche Ermittlungsverfahren nicht durch die Staatsanwaltschaft (Fiscalía), sondern durch den Ermittlungsrichter (Juez de Instrucción) geleitet. Außerdem sind die Juzgados de Instrucción (Ermittlungsgerichte, JI) in erster Instanz für die Ahndung von Übertretungen (faltas) zuständig. Dabei handelt es sich um Bagatellstraftaten, für die das Gesetz lediglich Geldstrafen von bis zu 60 Tagessätzen vorsieht. Organisatorisch sind die Ermittlungsgerichte häufig bei den Gerichten erster Instanz angesiedelt, die dann die Bezeichnung Juzgado de Primera Instancia e Instrucción (JPII) tragen.
Mit einer Gesetzesänderung im Jahr 2004 wurden die Juzgados de Violencia sobre la Mujer (JVM) geschaffen. Diese leiten das Ermittlungsverfahren in Fällen von Gewalt von Männern gegen ihre Ehefrauen, ehemaligen Ehefrauen oder Lebensgefährtinnen. In diesen Fällen sind sie in erster Instanz auch für die Ahndung von Übertretungen (faltas) zuständig. Außerdem führen sie bei Vorliegen dieser Voraussetzungen auch die zwischen den Parteien anhängigen familienrechtlichen Verfahren, sind insoweit also auch als Zivilgerichte tätig. In kleineren Gerichtsbezirken, in denen das Fallaufkommen eine Einrichtung eines eigenen Juzgado de Violencia sobre la Mujer nicht notwendig macht, können die Zuständigkeiten einem Juzgado de Instrucción übertragen werden. Dies ist derzeit (Stand: 1. Januar 2011) in 355 Gerichtsbezirken der Fall (bei 106 eigenständigen Juzgados de Violencia sobre la Mujer).
Die Juzgados Mercantiles (JM) sind erstinstanzlich für wettbewerbs-, gesellschafts-, transport- und seerechtliche Zivilverfahren zuständig, außerdem für Konkursverfahren.
Die Juzgados de lo Penal (JP) sind zuständig für Strafsachen, die nicht anderen Gerichten zugewiesen sind, wenn sie Straftaten betreffen, für die das Gesetz Geldstrafe oder Freiheitsstrafe von bis zu fünf Jahren vorsieht. Die Juzgados de Menores (JME) sind für Strafsachen gegen Jugendliche (14 bis 17 Jahre) zuständig.
Die Juzgados de lo Contecioso-Administrativo (JCA) sind hauptsächlich zuständig für Verwaltungsstreitsachen, die sich gegen Gemeinden, Provinzen und Behörden der unteren Verwaltungsebene der Autonomen Gemeinschaften und des Staates richten, sowie für Bußgeldverfahren.
Die Juzgados de lo Social (JSO) sind erstinstanzlich für die weit überwiegende Zahl arbeits- und sozialgerichtlicher Verfahren zuständig, nämlich für alle, die gesetzlich nicht ausdrücklich anderen Gerichten zugewiesen sind.
Die Audiencias Provinciales (AP) sind in erster Linie eine Berufungs- bzw. Beschwerdeinstanz. Auf den Gebieten des Zivil- und Strafrechts entscheiden die Audiencias Provinciales über diese Rechtsmittel, die gegen die Entscheidungen der Juzgados ihrer Provinz eingelegt werden. Weiter sind die Audiencias Provinciales in erster Instanz für Strafsachen zuständig, wenn das Gesetz für die Tat Freiheitsstrafe von mehr als fünf Jahren vorsieht.
Die Tribunales Superiores de Justicia (TSJ) sind auf dem Gebiet des Zivilrechts zuständig für Revisionsverfahren, soweit das Rechtsmittel auf die Verletzung regionalen Sonder- oder Foralrechtes (das in einigen Gebieten Spaniens z. B. im Erbrecht besteht) von Bedeutung ist, sowie in erster Instanz für Amtshaftungsansprüche, die gegen die Ministerpräsidenten, Regierungsmitglieder und Parlamentarier der jeweiligen Autonomen Gemeinschaft geltend gemacht werden. Als Strafgerichte sind sie zur Entscheidung über Berufungen gegen erstinstanzliche Entscheidungen der Audiencias Provinciales berufen, außerdem sind sie in erster Instanz zuständig für Strafsachen, die ihnen durch die jeweiligen Autonomiestatute der Regionen zugewiesen sind (dies sind in der Regel Strafverfahren gegen Mitglieder der Regionalparlamente) und für Strafverfahren, die sich gegen Richter und Staatsanwälte richten, soweit die Straftat bei Ausübung ihres Amtes begangen ist. Auf dem Gebiet der Verwaltungsgerichtsbarkeit sind die Tribunales Superiores de Justicia in erster Instanz insbesondere in Verfahren zuständig, die sich gegen Behörden der höheren Verwaltungsebene der Autonomen Gemeinschaften richten. In zweiter Instanz befinden sie über Berufungen gegen Entscheidungen der Juzgados de lo Contencioso-Administrativo. Außerdem sind die Verwaltungsrechts-Senate in besonderen Konstellationen auch für das Revisionsverfahren zuständig, wenn für die Entscheidung die Auslegung von Normen der Gesetze der Autonomen Gemeinschaften von Bedeutung sind. Schließlich sind die Sozial-Senate in erster Instanz zuständig für Angelegenheiten des kollektiven Arbeitsrechts, soweit sie in ihren Auswirkungen das Gebiet der Autonomen Gemeinschaft nicht übersteigen, und in zweiter Instanz für Berufungen gegen Entscheidungen der Juzgados de lo Social.
Auf nationaler Ebene gibt es sechs „Zentrale Ermittlungsrichter“ (Jueces Centrales de Instrucción). Diese führen die Ermittlungsverfahren in den Fällen, in denen die Anklage zum Strafsenat der Audencia Nacional oder zum Juzgado Central de lo Penal erhoben wird. Einer von ihnen ist der allerdings seit Mai 2011 vorläufig suspendierte und auch international bekannte Richter Baltasar Garzón.
Der Juez Central de lo Penal ist zuständig für Strafverfahren in den Deliktsbereichen, die das Gesetz dem Strafsenat der Audencia Nacional zuweist, in denen das Gesetz jedoch eine Freiheitsstrafe von nicht mehr als fünf Jahren vorsieht (also in minder schweren Fällen schwerer Kriminalität).
Der Juez Central de Menores ist zuständig für Strafverfahren gegen Minderjährige wegen Terrorismus-Delikten (Art. 571 bis 580 des Código Penal).
Die Juzgados Centrales de lo Contencioso-Administrativo sind in erster Instanz hauptsächlich zuständig für Fragen des Beamtenrechts der Staatsbediensteten, Verfahren gegen Körperschaften und Organe mit eigener Rechtspersönlichkeit in Verantwortung des Staates und für Ordnungswidrigkeiten (sanciones administrativos), wenn der entsprechende Bescheid von der zentralen Staatsverwaltung erlassen wurde.
Die Audiencia Nacional (AN) ist in erster Instanz zuständig: auf dem Gebiet des Strafrechts in erster Linie für Verfahren wegen Staatsschutzdelikten und Fällen schwerer organisierter Kriminalität, soweit nicht der Juez Central de lo Penal zuständig ist (also wenn die Tat mit Freiheitsstrafe ab fünf Jahren bedroht ist); auf dem Gebiet des Verwaltungsrechts in erster Linie für Verfahren, die sich gegen Entscheidungen der Ministerien richten, soweit nicht die Zuständigkeit anderer Gerichte vorgesehen ist; auf dem Gebiet des Sozialrechts für Angelegenheiten des kollektiven Arbeitsrechts, soweit sie Auswirkungen zur Folge haben, die das Gebiet mehr als einer Autonomen Gemeinschaft übersteigen. Weiter ist die Audencia Nacional Berufungs-/Beschwerdeinstanz gegen die Entscheidungen der Juzgados Centrales.
Das Tribunal Supremo (TS) ist – vergleichbar dem deutschen Bundesgerichtshof – eine reine Revisionsinstanz. Nur in wenigen Ausnahmefällen (etwa Parteiverbotsverfahren) wird es als Tatsachengericht tätig.

## Reformvorhaben
Es bestehen im Hinblick auf die Juzgados Reformbestrebungen. Zurzeit sind die verschiedenen Juzgados zwar oftmals im selben Gebäude untergebracht, rein organisatorisch handelt es sich jedoch jeweils um eigenständige Gerichte. Im Partido Judicial Madrid etwa existieren derzeit 101 Juzgados de Primera Instancia (also erstinstanzliche Zivil-Einzelgerichte). Ein Vorentwurf zur Reform der Gerichtsorganisation sieht vor, die Juzgados jetzt auch organisatorisch zu Tribunales de Instancia („Instanzgerichte“) zusammenzufassen. Diese wären dann den deutschen Amtsgerichten vergleichbar: Es entscheiden jeweils Einzelrichter, die aber organisatorisch zu einem Gericht zusammengefasst sind.
Außerdem soll die Strafprozessordnung reformiert werden. Einen entsprechenden Gesetzentwurf wurde von der Regierung am 22. Juli 2011 verabschiedet. Danach soll zukünftig das Ermittlungsverfahren nicht mehr von den Jueces de Instrucción, sondern von der Staatsanwaltschaft geleitet werden.
2011 wurde in Spanien damit begonnen, die Zulassung zum Anwaltsberuf zu reformieren.